# Xabier Euzkitze
Javier Pérez Mendizábal (en euskera: Xabier Peritz Mendizabal; Azpeitia, 9 de junio de 1966), más conocido como Xabier Euzkitze o Xabier Pérez de Euzkitze, es un periodista y versolari español.
Euzkitze es un periodista que ha desarrollado toda su carrera profesional en lengua vasca. Versolari, presentador de programas de radio y de televisión y comentarista de pelota vasca, destaca por el uso que hace del vasco que le ha llevado a ocupar un puesto en la Real Academia de la Lengua Vasca. Ha sido colaborador de varias organizaciones no gubernamentales y portavoz de la Saharautz, una asociación de solidaridad con los intereses de la República Árabe Saharaui Democrática en el Sáhara Occidental.

## Biografía
Euzkitze nació el 9 de junio de 1966 en la localidad guipuzcoana de Azpeitia en el País Vasco. Residió en Azcoitia, localidad de donde viven sus padres y donde se halla el caserío Euzkitze, de donde es originaria su familia y del que toma el pseudónimo, y Zarauz, a donde se trasladó tras su matrimonio. 
De niño fue un gran aficionado a la pelota vasca, actividad que practicó hasta los catorce años de edad con relativo éxito ya que ganó diferentes torneos, abandonó la actividad al ser consciente de que no llegaría a la profesionalidad aunque la afición de pelota vasca no le abandonaría nunca.
Su carrera como versolari comenzó de forma temprana ganando torneos ya cuando estudiaba secundaria. Quedó tercero en el campeonato de versolaris en 1989, y segundo en 1993. El 11 de diciembre de 1998, con treinta y dos años de edad, Euzkitze dejó el versolarismo, siendo su última aparición en Placencia de las Armas, aunque participa en diferentes eventos de forma privada como el que se celebra cada día de San Miguel Arcángel (el 29 de septiembre) en el barrio de Artadi de Zumaya y escribe versos junto a su hijo Aner.
En 1984 entró como locutor en Euskadi Irratia, la emisora en lengua vasca del grupo Euskal Irrati Telebista y en 1988 pasó a Euskal Telebista, la empresa de televisión del mismo grupo, en donde ha realizado labores de presentador en programas como Sorginen Laratza, Kalaka y en los informativos de ETB1 (el canal en vasco de dicha cadena) así como labores de comentarista de partidos de pelota vasca.
Fue nombrado consejero del museo San Telmo y del teatro Victoria Eugenia, ambos en San Sebastián el 26 de abril de 2016. El 21 de julio de 2018 fue nombrado miembro de la Real Academia de la Lengua Vasca.

## Premios

### Campeonatos de versolaris
- Bertsolari txapelketa nagusia:
  - Segundo puesto: 1993
  - Tercer puesto: 1989
- Campeonato de bersolaris de Guipúzcoa:
  - Tercero: 1991
- Campeonato escolar de bersolaris de Guipúzcoa
  - Primer puesto: 1982, 1983
- Premios:
  - Premio Osinalde: 1983
  - Premio Xenpelar: 1983, 1984
  - Premio Lizardi: 1984

### Discos
En el año 2000 grabó el álbum Argitzaletan (IZ Berria).